# 嘉義縣民雄鄉東榮國民小學

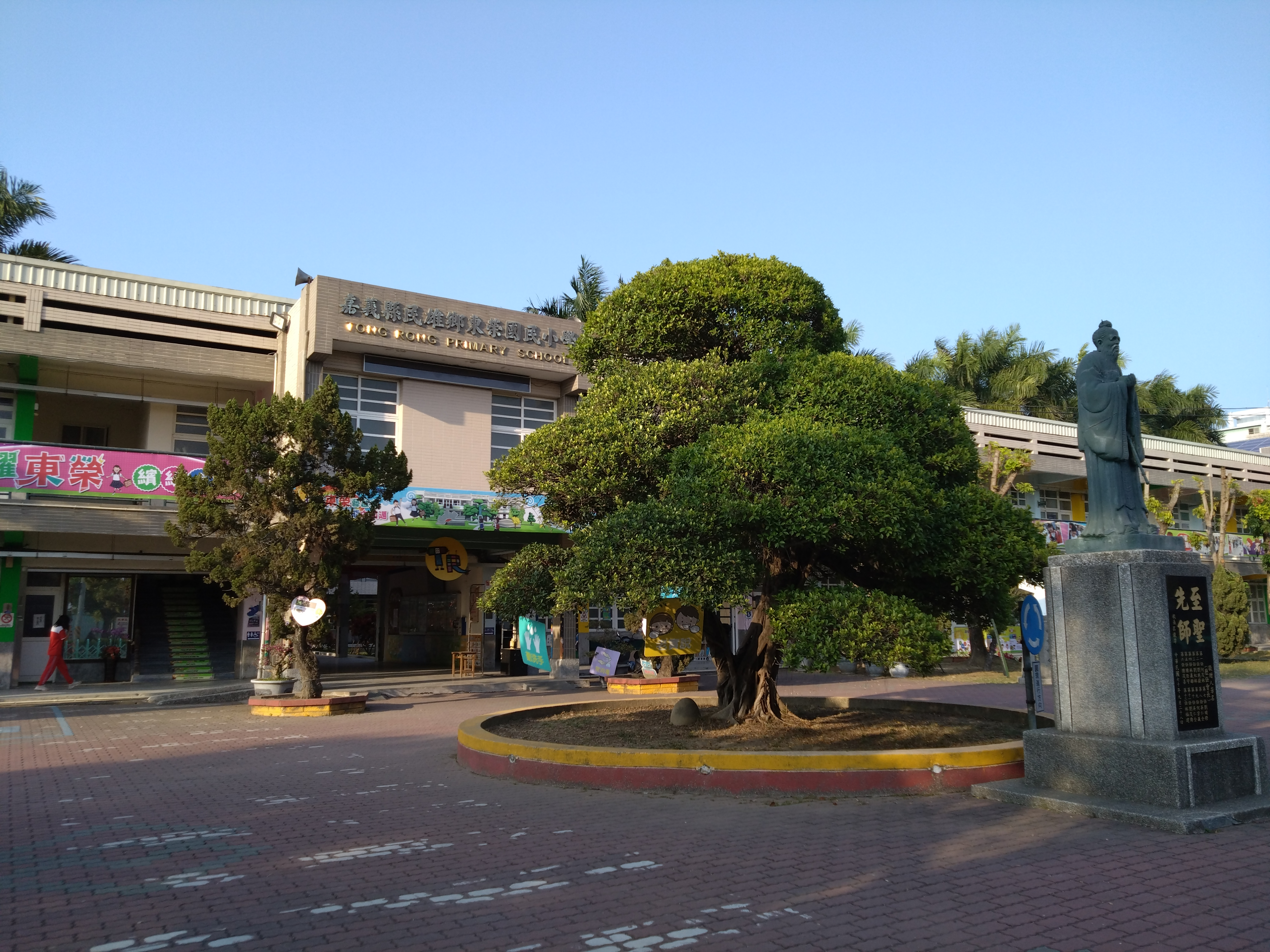
校門口

嘉義縣民雄鄉東榮國民小學（簡稱東榮國小）位於嘉義縣民雄鄉頂崙村，為嘉義縣民雄鄉九所國小其中之一。鄰近民雄車站。

## 歷史
1953年1月，設立民雄國民學校東榮分校。1953年9月正式招收小學一至六年級學生。
1954年9月獨立設校為嘉義縣民雄鄉東榮國民學校。1968年，改為嘉義縣民雄鄉東榮國民小學。
曾設有東湖分校(位於：嘉義縣民雄鄉東湖村活動中心)，已裁撤。

## 歷任校長
| 任期   | 姓名                 | 時間                 |
| ------ | -------------------- | -------------------- |
| 第一屆 | 朱聰仁               | 1954年9月至1971年8月 |
| 第二屆 | 林金賜               | 1971年9月至1973年4月 |
| 代理   | 黃崇寧(教導主任兼代) | 1973年5月至7月期     |
| 第三屆 | 呂龍潭               | 1973年8月至1981年7月 |
| 第四屆 | 林傳明               | 1981年8月至1993年7月 |
| 第五屆 | 楊 乾                | 1993年8月至1997年7月 |
| 第六屆 | 潘國雄               | 1997年8月至2003年7月 |
| 第七屆 | 鄭秀津               | 2003年８月至今       |

## 現況
- 建築：佔地2.9公頃
  - 普通教室：19間
  - 專科教室：18間
- 班級數：20班(含特教班)